# منجوق‌دوزی

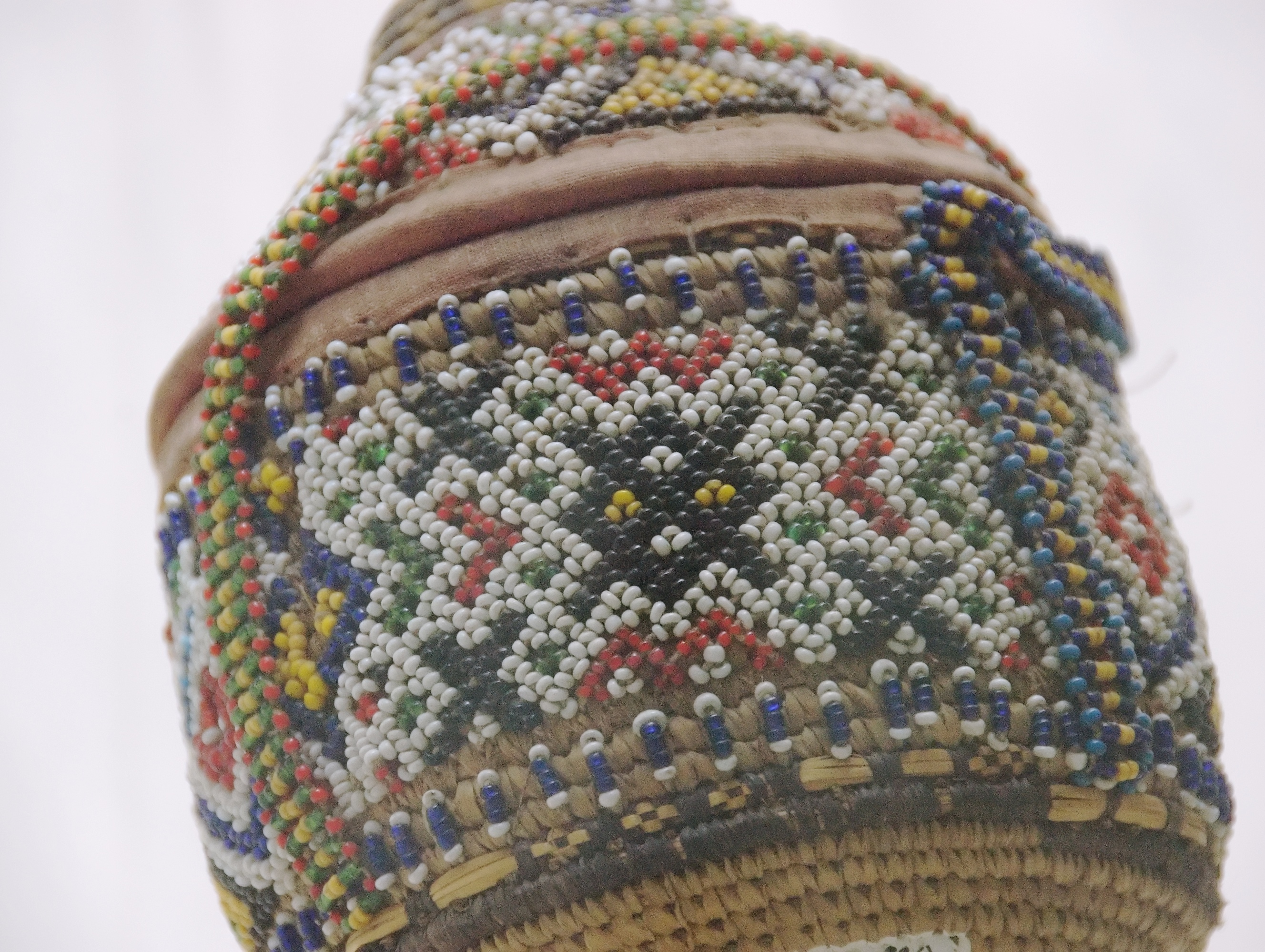
سبد منجوق‌دوزی‌شده اتیوپیایی. در موزه ملی در آدیس آبابا.

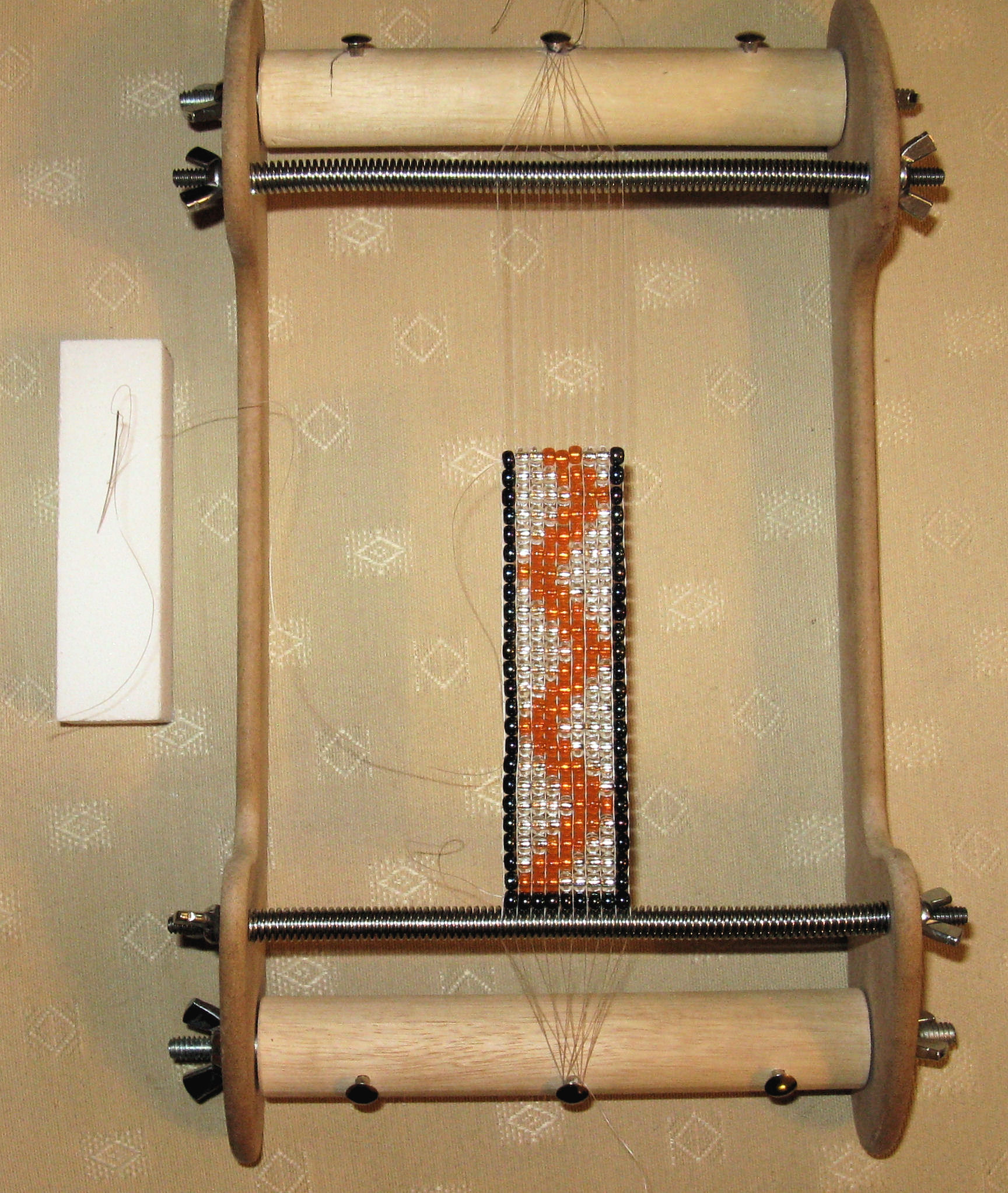
منجوق‌دوزی در حال انجام روی دستگاه بافندگی مهره‌بافی. برای ساخت دستبند از مهره‌های سیاه، نارنجی و شفاف

منجوق‌دوزی، منجوق‌بافی و یا منجوق‌کاری (به انگلیسی: Beadwork) از هنرهای دستی و تزئینی است. منجوق به خرمهره‌های کوچک تزئینی و رنگارنگ گفته می‌شود. منجوق را به ضم میم و فتح میم، هردو، تلفظ می‌کنند.
در منجوق‌دوزی مهره‌های خرد از شیشه یا بلور را بر جامه‌ها می‌دوزند یا به ریسمان کشیده و بر گردن کودکان می‌آویزند.

## همچنین ببینید
- منجوق شیشه‌ای
- مهره‌های مورانو
- مهره‌دوزی